# Giovanni Domenico d'Ettore
Giovanni Domenico d'Ettore (1550–1605) foi um prelado católico romano que serviu como bispo de Ostuni (1604–1605).

## Biografia
Giovanni Domenico d'Ettore nasceu em 1550 em Reggiano, na Itália. No dia 28 de janeiro de 1604, foi nomeado Bispo de Ostuni pelo Papa Clemente VIII. A 8 de fevereiro de 1604 foi consagrado bispo por Girolamo Bernerio, cardeal-bispo de Albano.